# Pseudococcus dendrobiorum
Pseudococcus dendrobiorum är en insektsart som beskrevs av Williams 1985. Pseudococcus dendrobiorum ingår i släktet Pseudococcus och familjen ullsköldlöss. Inga underarter finns listade i Catalogue of Life.